# Il richiamo delle spade
Il richiamo delle spade (titolo originale The Blade Itself) è il primo romanzo della trilogia fantasy La Prima Legge (The First Law) dello scrittore britannico Joe Abercrombie. Il romanzo è stato pubblicato nel Regno Unito da Gollancz nel 2006 e in seguito tradotto negli anni seguenti in tedesco, spagnolo, olandese e francese.
Ne Il richiamo delle spade ambientato nel Mondo Circolare si raccontano le vicende di tre personaggi principali - l'inquisitore Glokta, il guerriero Logen Novedita ed il capitano Luthar - intrecciate con la situazione del Regno dell'Unione, minacciato a Nord dal re Bethod ed a sud dall'Impero Gurkish. È un fantasy moderno e incentrato su viaggi, peripezie e lotte di potere con un forte ascendente riguardante la magia.

## Trama
Nelle terre del Nord, il guerriero Logen detto Novedita, rimasto isolato dai compagni in una gola fra le montagne, lotta per la vita contro un gruppetto di Shanka e alla fine precipita fortunosamente in un fiume impetuoso, mentre il suo ultimo assalitore si schianta sulle rocce. Sopravvissuto ancora una volta, Logen decide di andare verso le montagne, sperando così di far perdere le sue tracce agli Shanka che vogliono eliminarlo.
Raggiunto dal giovane Quai, apprendista del primo mago Bayaz, Logen ascolta la proposta del giovane di raggiungere Bayaz nella sua fortezza e infine accetta, così come gli avevano consigliato gli spiriti che il guerriero aveva evocato.
Ad Adua, capitale dell'Unione, il Regno Unificato al centro del Circolo del Mondo, l'inquisitore Sand Dan Glokta svolge inflessibile il suo compito di eliminare ogni possibile minaccia al Regno. Il nuovo prigioniero nei sotterranei del Palazzo degli Interrogatori è Salem Rews, ricco membro della Gilda dei Merciai. Rews un tempo era stato amico di Glokta, ma non ottiene nessun trattamento speciale, anzi con la tortura viene costretto da Glokta a firmare una piena confessione di aver evitato di pagare le tasse al Re. Nel foglio firmato da Rews assieme al nome di altri cospiratori viene aggiunto - su richiesta dell'arcilettore Sult - il nome di Sepp dan Teufel, il Reggente della Zecca, uno degli uomini più potenti del Regno.
Nell'antica cittadella-fortezza dell'Agriont, al centro di Adua, il capitano Jezal dan Luthar si allena svogliatamente per l'imminente torneo di scherma, seguendo i consigli del Lord Maresciallo Varuz, membro del Consiglio Ristretto. Jezal è un giovane rampollo di una delle famiglie nobili del Regno, e aspira ad ottenere il massimo sia nell'esercito sia nelle cariche civili, anche attraverso un buon matrimonio, ma per il momento i suoi interessi sono le carte ed i divertimenti assieme ai suoi amici ufficiali: il maggiore West, il tenente Kaspa, il tenente Jalenhorm ed il tenente Brint. Durante una delle sessioni di allenamento mattutino di Jezal, il maggiore West viene richiamato presso il maresciallo Burr per un incontro urgente con tutti gli ufficiali anziani: Bethod dopo aver sconfitto tutti i suoi nemici al Nord ed essersi proclamato re, minaccia di invadere la regione dell'Angland, entrando così in guerra con l'Unione. Oltre al timore di una possibile guerra contro Bethod, un altro problema di natura personale preoccupa il maggiore West: ad Adua è appena arrivata sua sorella Ardee, una ragazza intelligente, affascinante ed anticonvenzionale, e per un primo giro turistico dell'Agriont West affida Ardee al capitano Luthar, perché le faccia da scorta e da cicerone.
L'inquisitore Glotka viene convocato presso l'arcilettore Sult e presentato al Sorvegliante Generale Halleck, che potrebbe presto entrare nel Consiglio Ristretto del Regno, al posto di Sepp dan Teufel, imprigionato per cospirazione. Sult, anch'egli membro influente del consiglio Ristretto - i dodici uomini che rappresentano il vero centro del potere del Regno - informa Glotka di un'altra notizia importante ancora tenuta segreta: il Lord Cancelliere Feetk è morto e bisogna fare in modo che il suo posto non venga preso da un uomo legato all'Alto Giudice Marovia, come Teufel. Alla fine dell'incontro Sult offre a Glotka di essere il suo inquisitore di fiducia, che non risponda a nessun altro Superiore, per poter controllare ed anticipare al meglio le mosse dei suoi avversari nella lotta per il potere nel Regno.
Logen e Quai proseguono il viaggio verso la Grande Biblioteca del Nord, la fortezza del Primo Mago, però la malattia che ha colpito il giovane apprendista lo rende un peso per il guerriero che medita di abbandonarlo al suo destino: le provviste scarseggiano, i banditi abbondano lungo le strade, quindi forse la cosa migliore per Novedita potrebbe essere continuare da solo. Nonostante sia anch'egli ferito, Logen resiste alla tentazione e si carica il ragazzo sulle spalle per trasportarlo nell'ultima parte del viaggio fino alla fortezza di Bayaz, poco prima che giungano lì altri visitatori inaspettati e molto pericolosi. Il re del Nord Bethod ha inviato il minore dei suoi figli, Calder, presso il Primo Mago per ordinargli di presentarsi a Carleon e fare atto formale di sottomissione al nuovo re. Bayaz rifiuta e manda a dire al re di presentarsi lui stesso alla Grande Biblioteca del Nord.

## Personaggi

### Il Consiglio Ristretto
- Feekt, il Cancelliere dorato.
- Sult, Arcilettore dell'Inquisizione.
- Marovia, l'Alto Giudice.
- Hoff, il Lord Ciambellano.
- Maresciallo Varuz

### L'Inquisizione
- Sand Dan Glokta, un tempo colonnello dell'esercito dell'Unione ed eroe di guerra, adesso sarcastico ed efficiente inquisitore di sua maestà. Catturato durante la guerra contro i Gurkish, ha sperimentato in prima persona atroci torture.
- Kalyne, Superiore dell'Inquisizione.
- Goyle, Superiore di Adua dell'Inquisizione.
- Pratica Vitari, aiutante di Goyle.
- Pratico Gelo[1], gigantesco aiutante albino di Sand Dan Glokta.
- Pratico Severard, aiutante di Sand Dan Glokta.

### I Maghi
- Bayaz, il Primo Mago, è un esperto conoscitore della Nobile Arte, appresa da Juvens, fratello del Sommo Creatore Kanedias. Bayaz non è solamente in grado di far bruciare il legno, può anche, fra l'altro, far esplodere oggetti, soffocare o rinvigorire le persone. Bayaz mantiene da secoli un posto riservato nel Consiglio Ristretto.
- Malacus Quai, apprendista di Bayaz. Originario del Vecchio Impero, è stato mandato dal suo maestro alla ricerca di Logen.
- Yulwei, mago ed ex discepolo di Juvens.

### I Nominati del Nord
- Logen Novedita, così chiamato perché ha perso un dito in battaglia, è un guerriero esperto nell'arte del sopravvivere. Quando era ancora al soldo di Bethod si distinse per la sua ferocia e fu soprannominato il Sanguinario[2].
- Rudd Tretronchi, nuovo capo del gruppo dei guerrieri Nominati dopo la scomparsa di Logen.
- Mastino
- Dow il Nero
- Forley il Debole
- Harding il Cupo, arciere infallibile.
- Tul Duru Testadituono, guerriero gigantesco.

### Il Regno del Nord
- Bethod, il re del Nord
- Toro e Calder, figli di Bethod
- Caurib, strega al servizio di Bethod
- Fenris il Temuto, guerriero invulnerabile di dimensioni gigantesche

### Gli ufficiali della Guardia
- Jezal dan Luthar, capitano della Guardia del Re, donnaiolo, giocatore di azzardo, arrogante giovane che valuta tutti in base ai soldi e all'abbigliamento. È anche abile con la spada e un promettente soldato.
- Collem West, Maggiore della Guardia del Re, ha combattuto assieme al colonnello Glotka nella guerra contro i Gurkish.
- Tenente Kaspa
- Tenente Jalenhorm
- Sottotenente Brint

### Altri personaggi
- Maresciallo Burr, comandante dell'esercito reale
- Ferro Maljinn, donna di Kanta, straordinariamente capace con l'arco, silenziosa e agile. Un tempo schiava dei Gurkish, ha come unico scopo nella vita la vendetta.
- Ardee West, sorella di Collem.

## Edizioni
- Joe Abercrombie, The Blade Itself, Pyr, 2007,  pp. 531, ISBN 978-1-59102-594-8.
- Joe Abercrombie, Il richiamo delle spade, traduzione di Benedetta Tavani, Gargoyle, 2013,  p. 679, ISBN 978-88-98172-01-6.
- Joe Abercrombie, La prima legge. Trilogia: Il richiamo delle spade-Non prima che siano impiccati-L'ultima ragione dei re, traduzione di Benedetta Tavani, Mondadori, 2019, pp. 1152, ISBN 978-8804719434.